# 贾伊纳加尔
贾伊纳加尔（Jainagar），是印度比哈尔邦Madhubani县的一个城镇。总人口19493（2001年）。

## 人口
该地2001年总人口19493人，其中男性10343人，女性9150人；0—6岁人口3161人，其中男1671人，女1490人；识字率58.26%，其中男性为67.33%，女性为48.01%。